# Ludwig Theissling
Ludwig Theissling (Alkmaar, 1856-Roma, 1925) fue un sacerdote católico neerlandés, fraile dominico, maestro general de la Orden de Predicadores de 1916 a 1925.

## Biografía
Ludwig Theissling nació en Alkmaar en 1856. Ingresó a la Orden de los Predicadores, donde hizo su profesión religiosa y fue ordenado sacerdote. Fue trasladado a Roma. Fue elegido maestro general de la Orden en 1916, cuando por causa de la Primera Guerra Mundial era casi imposible celebrar el séptimo centenario de la Orden, el maestro general saliente, Hyacinthe-Marie Cormier, decidió convocar, a pesar de las dificultades, el capítulo general que se celebró en Friburgo (Suiza).
Theissling gobernó la orden de 1916 hasta su muerte, acaecida en 1925. Durante su gobierno se preocupó por la renovación de las leyes y rituales de la Orden, adaptándolos a las normas de código de derecho canónico de 1917, incluyendo las de la Tercera Orden Seglar y la de algunos institutos religiosos femeninos dominicos. En el campo de la renovación de estos institutos, jugó un papel importante en la unificación de los monasterios femeninos en misión en el Lejano Oriente, de donde nació la Congregación Misionera de Santo Domingo y en la agregación de otros, tales como la Unión de Santa Catalina de Siena de las Misioneras de las Escuelas, en 1924.